# Utz Baitinger

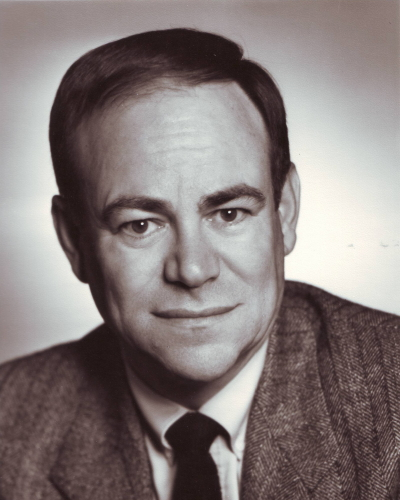
Utz Baitinger

Utz Gernot Baitinger (* 12. Juni 1938 in Stuttgart) ist ein deutscher Diplomingenieur und Wissenschaftler auf dem Gebiet der Halbleitertechnik und Mikroelektronik. Er war der Designer der ersten praktisch eingesetzten integrierten Speicherzelle in Silizium-Technologie und Co-Designer des damit hergestellten digitalen Speicherchips; es wurde für die Haupt- und Mikroprogrammspeicher fast aller Modelle der IBM Rechnerfamilie /370 eingesetzt. Er war Hochschullehrer für Informationstechnik und Informatik. 

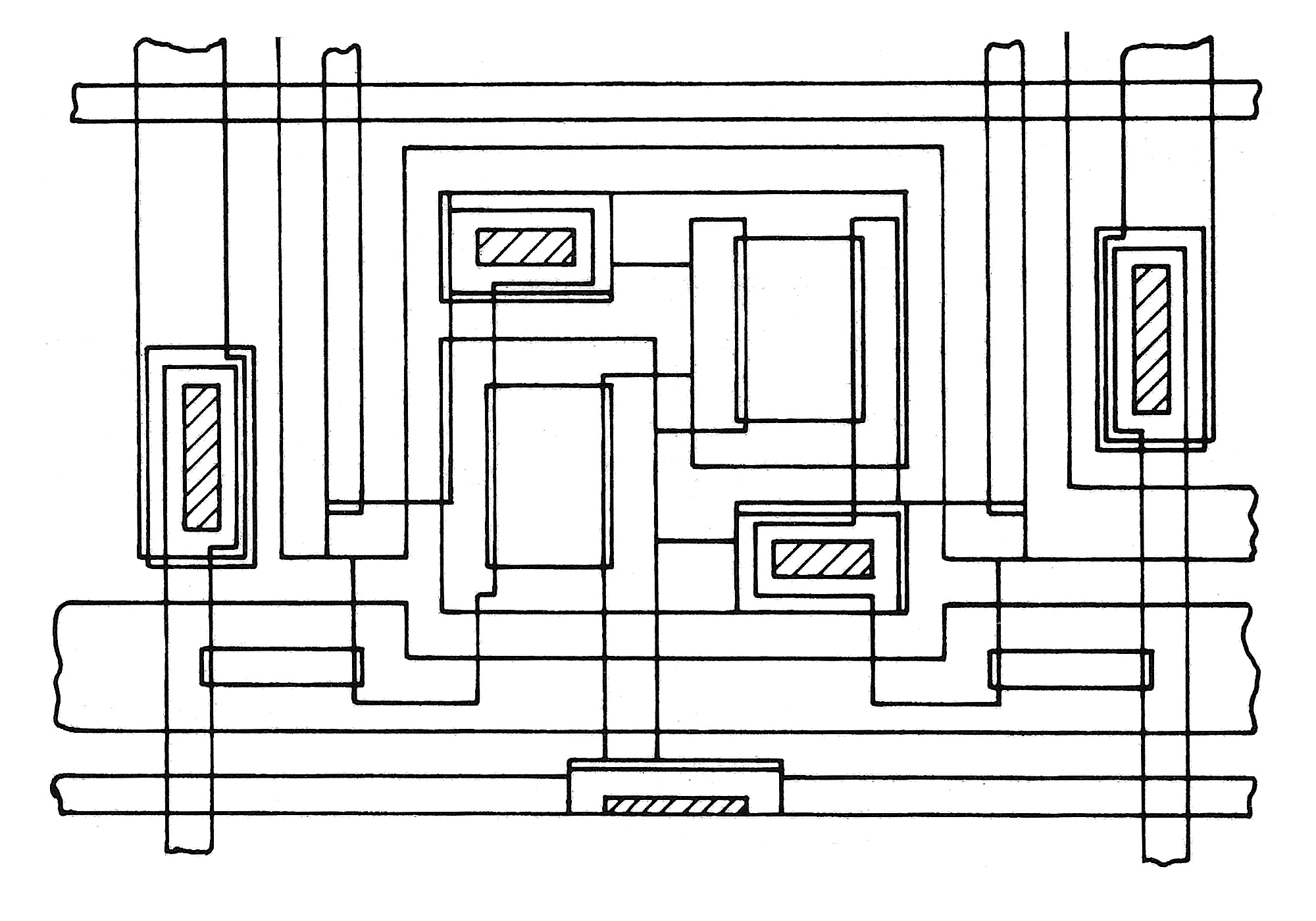
Layout der Speicherzelle [1

## Leben und Wirken
Nach dem Abitur 1957 in Frankfurt am Main studierte Utz Baitinger Elektrotechnik, Fachrichtung Nachrichtentechnik an der TH Stuttgart, heute Universität Stuttgart. Er schloss sein Studium 1963 als Dipl.-Ing. ab. Vor und nach seinem Studium war er Praktikant bei der Compagnie Française Thomson-Houston (CFTH) in Paris. 1963 wechselte er in das Institut für Halbleitertechnik der Universität Stuttgart, wo er 1968 mit einer Dissertation über synthetische Halbleiter zum Dr.-Ing promoviert wurde.
1968 wurde Baitinger Entwicklungsingenieur der IBM Deutschland GmbH im Bereich Entwicklung und Forschung in den IBM Laboratorien Böblingen, Poughkeepsie, La Gaude, Essonnes und Rüschlikon. Er entwickelte digitale Speicher und Mikroprozessoren in Silizium-Technologie, wurde Mitautor zahlreicher in Europa bzw. USA erteilter Patente und mit mehreren IBM Awards ausgezeichnet.
1981 erhielt Baitinger einen Ruf als Ordinarius für Nachrichtenverarbeitung an die Universität Karlsruhe. Er übernahm die Leitung des gleichnamigen, von Karl Steinbuch gegründeten Instituts, das er in Institut für Technik der Informationsverarbeitung (ITIV) umbenannte. Er nahm seinen Kollegen Hans Martin Lipp in eine kollegiale Institutsleitung auf.
Im Jahr 1989 folgte Baitinger einem Ruf auf den Lehrstuhl Integrierter Systementwurf im neu gegründeten Institut für Parallele und Verteilte Höchstleistungsrechner (IPVR, heute IPVS) der damaligen Fakultät für Informatik der Universität Stuttgart. 1992–93 war er Dekan der genannten Fakultät und 2000–02 Studiendekan des Studiengangs Informatik. Bis zu seiner Pensionierung 2003 war er mehrfach Geschäftsführender Direktor des IPVR/IPVS, zuletzt in der heutigen Fakultät Informatik, Elektrotechnik und Informationstechnik der Universität Stuttgart.

## Forschung und Lehre
Utz Baitinger befasste sich mit der Entwurfsautomatisierung digitaler Schaltungen und Systeme. Zusammen mit drei weiteren Karlsruher Professoren führte er ein Forschungsprojekt für ein rechnergestütztes Entwurfssystem durch zur automatischen Synthese digitaler Schaltungen, die mit standardisierten Halbleiter-Chips realisiert werden. Das geschaffene Entwurfssystem fand das Interesse mittelständischer Unternehmen. Es wurde vom Bundesministerium für Forschung und Technologie und vom Wirtschaftsministerium des Landes Baden-Württemberg finanziell gefördert.
Im Rahmen des Forschungsprogramms Esprit IV der Europäischen Kommission wurde 1989 zwischen dem von Utz Baitinger geleiteten Institut (IPVR), dem Institut für Mikroelektronik Stuttgart (IMS) und dem Institut National Polytechnique de Grenoble (INPG) eine Kooperation vereinbart. Ziel des gemeinsamen Projekts war ein technologieangepasstes Entwurfssystem zur rechnergestützten Synthese extrem schneller Schaltkreise mit niedrigem Energiebedarf in einer vom IMS entwickelten höchstintegrierten Halbleitertechnologie.
In der Lehre schuf Utz Baitinger, neben anderen Lehrveranstaltungen an den Universitäten Karlsruhe und Stuttgart, schon 1983 die Vorlesung Grundlagen der Digitaltechnik, die er bis 1990 als Pflichtfach im Grundstudium der Elektrotechnik veranstaltete. Er war nebenberuflich Gastdozent am IBM European Systems Research Institute (ESRI), erst in Genf, dann in Brüssel mit Vorlesungen über Mikroprogrammierung. Er hielt nicht nur zahlreiche Fachvorträge auf internationalen Tagungen, er wurde auch mehrfach eingeladen, für ein breiteres Publikum gedachte Festvorträge bei Universitäten, wissenschaftlichen Organisationen und Industriefirmen zu halten.
Auf Initiative und unter der wissenschaftlichen Leitung von Utz Baitinger fand im Juni 1990, noch vor der Wiedervereinigung, am Forschungszentrum Informatik (FZI) in Karlsruhe ein gesamtdeutsches Seminar Rechnergestützter Schaltungsentwurf statt. Es diente einem ersten Erfahrungs- und Gedankenaustausch zwischen Wissenschaftlern aus Dresden, Chemnitz, Darmstadt, Karlsruhe und Stuttgart. Das Seminar wurde vom Ministerium für Wissenschaft und Kunst Baden-Württemberg finanziell unterstützt. Um der gemeinsamen wissenschaftlichen Tradition Reverenz zu erweisen, gab es als Abschluss des Seminars einen gemeinsamen Gang zur Heinrich-Hertz-Gedenkstätte der Universität Karlsruhe.

## Publikationen (Auswahl)
- Utz Baitinger: Schaltkreistechnologien für digitale Rechenanlagen, Verlag Walter de Gruyter, Berlin, New York (1973), ISBN 3-11-003697-5
- Rolf Remshardt, Utz Baitinger: A High Performance Low Power 2048-bit Memory Chip in MOSFET Technology and Its Application, IEEE Journal of Solid-State Circuits, Vol. SC-11, No. 3 (Jun. 1976) p. 352–359. Reprinted in: Walter E. Proebster (Hrsg.), Digital Memory and Storage, Friedr. Vieweg & Sohn Verlagsgesellschaft mbH, Braunschweig (1978)
- Utz Baitinger: Die neuen Technologien erfordern auch neue Strukturen, Badische Neueste Nachrichten (9. Februar 1985)
- Utz Baitinger: Mikroelektronik und Informationstechnik – wissenschaftliche Voraussetzungen der zweiten industriellen Revolution, Jahresbericht 1984/85 und Festvortrag der Universität Karlsruhe (7. Dezember 1985) Seite 37–66
- Utz Baitinger (technischer Berater): Der größte und langsamste Computer der Welt, Lehrfilm der IBM Deutschland GmbH, IBM Report Nr. 7 (1987) Seite 18–19; Tages-Anzeiger Zürich (13. März 1987) Seite 17; BUNTE Journal Elektronik (1987) Seite 109–118
- Utz G. Baitinger, Hans M. Lipp, Dieter A. Mlynski, K. Reiss: The MEGA System for Semi-custom Design, in Giovanni de Micheli et al. (Eds.): Design Systems for VLSI Circuits, Martinus Nijhoff Publishers (1987) pp. 527–540
- Utz Baitinger: Mikroelektronik und Informationstechnik – das Mittel und die Mitteilung, Alexander von Humboldt-Stiftung, Mitteilungen Heft 50 (1987) Seite 15–24; Naturwissenschaftliche Rundschau 41/6 (1988) Seite 228–236
- Martin Gumm, Markus Bühler, Utz Baitinger: Design Education in Microelectronics at the University of Stuttgart: VHDL- and Synthesis Based Design of a 32-bit RISC Processor in a Four Months Course, Proc. lst European Workshop on Microelectronics Education, Grenoble (05.-06.02.1996)
- Markus Bühler, Bernd Stöhr, Andreas Gerstlauer, Utz Baitinger: Eine geeignete Schaltkreistechnologie für einen 3D-SOI-Prozess mit T-Gate Transistoren, 8. ITG Fachtagung Mikroelektronik für die Informationstechnik, Hannover (03.-04.03.1998)

## Trivia
- Utz Baitinger: Hafer für die Professoren, Stuttgarter Nachrichten (10. September 2020) Seite 6.
- Uwe Bogen: In rasenden Seifenkisten den Hügel hinab, Stuttgarter Zeitung (29. Januar 2022) Seite 29.